# Józef Albin Herbaczewski
Józef Albin Herbaczewski, Juozapas Albinas Herbačiauskas (ur. 20 października 1876 w Łankieliszkach, zm. 3 grudnia 1944 w Krakowie) – poeta litewski piszący po litewsku i po polsku, twórca litewskiego ekspresjonizmu, a także dramaturg, krytyk literacki, publicysta i tłumacz.

## Życiorys

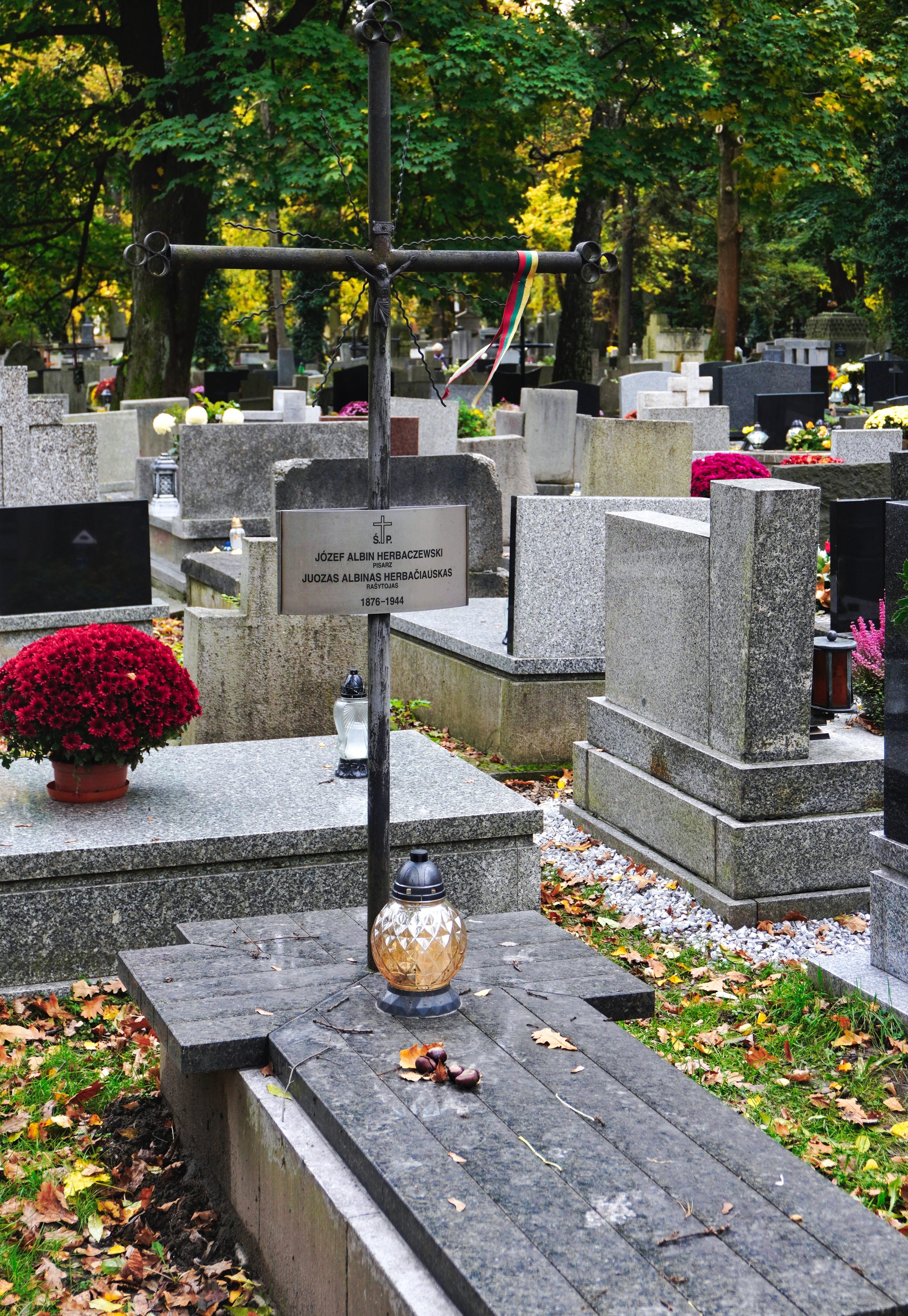
Grób Józefa Albina Herbaczewskiego na Cmentarzu Rakowickim w Krakowie

Pochodził z Suwalszczyzny. W latach 1901–1906 studiował na Uniwersytecie Jagiellońskim. Razem z Adomasem Varnasem założył w 1904 w Krakowie litewskie stowarzyszenie społeczno-kulturalne "Ruta". Związany był z kabaretem Zielony Balonik, w którym recytował swoje wiersze (Tadeusz Boy-Żeleński wspomina o nim w rozdziale Sukurmukur książki Znaszli ten kraj?... i inne wspomnienia). Publikował także w czasopiśmie "Museion" artykuły o tematyce litewskiej. Do roku 1924 był w Krakowie lektorem języka litewskiego, a w latach 1924-1935 pracował na Uniwersytecie w Kownie jako lektor języka polskiego i wykładowca literatury polskiej. Od 1933 mieszkał w Warszawie. Mimo że był zwolennikiem niepodległości Litwy, popierał zbliżenie polsko-litewskie. Zmarł w Krakowie ewakuowany po powstaniu warszawskim.
Materiały archiwalne Józefa Herbaczewskiego znajdują się w PAN Archiwum w Warszawie pod sygnaturą III-156.

## Twórczość
Do jego najważniejszych utworów należy groteskowy, ekspresjonistyczny dramat Potępienie (1906) i zbiory esejów – I nie wódź nas na pokuszenie... Szkicowane wizerunki dusz współcześnie wybitnych na tle myśli dziejowej (1911) i Amen. Ironiczna nauka dla umysłowo dojrzałych dzieci (1913). W utworach tych przeciwstawiał myśl chrześcijańską modnemu w okresie modernizmu okultyzmowi i satanizmowi, w tendencjach kulturowych epoki dostrzegając "obłęd antyreligijny". Na podobnym tle krytykował ostro twórczość Wyspiańskiego, Micińskiego, Żeromskiego i Brzozowskiego. Bardzo podkreślał także wychowawcze funkcje sztuki. Jako krytyk literatury odznaczał się ostrością sądów i pamfletowym ujmowaniem zagadnień. W publicystyce podejmował tematy pojednania i zbliżenia polsko-litewskiego, m.in. w książkach Odrodzenie Litwy wobec idei polskiej (1905), Głos bólu. Sprawa odrodzenia narodowego Litwy w związku ze sprawą wyzwolenia narodowego Polski (1912).